# Jan van Breda Kolff (football)
Jan van Breda Kolff (né le 8 janvier 1894 à Medan et mort le 6 février 1976) est un footballeur international néerlandais. Il participe aux Jeux olympiques d'été de 1912, remportant la médaille de bronze avec les Pays-Bas.

## Biographie
Jan van Breda Kolff reçoit 11 sélections en équipe des Pays-Bas entre 1911 et 1913, inscrivant un but.
Il joue son premier match en équipe nationale le 2 avril 1911, contre la Belgique. Lors de ce match, il inscrit son premier but avec les Pays-Bas, pour une victoire 3-1 à Dordrecht. À l'âge de 17 ans et 74 jours, il est à cette occasion le plus jeune sélectionné et le plus jeune buteur de l'histoire de la sélection néerlandaise.
Il participe aux Jeux olympiques d'été de 1912 organisés en Suède. Lors du tournoi olympique, il joue quatre matchs : contre la Suède, l'Autriche, le Danemark, et la Finlande.
Il reçoit sa dernière sélection le 9 mars 1913, contre la Belgique (match nul 3-3 à Anvers).

## Palmarès

### Jeux olympiques
- Jeux olympiques de 1912 :
  -  Médaille de bronze.